# Margaret Stanley, grevinna av Derby
Margaret Stanley, grevinna av Derby, även känd under sitt födelsenamn lady Margaret Clifford, född 1540, död 1596, var en engelsk adelskvinna. Hon var dotterdotter till Maria Tudor och informellt engelsk tronföljare efter Mary Greys död 1578 till 1596. Hon nämndes som nummer sju i tronföljden i Henrik VIII:s testamente och spelade en roll i tronföljden efter Elisabet I.

## Biografi
Margaret Stanley var dotter till Henry Clifford, 2:e earl av Cumberland och Eleanor Brandon, och gifte sig 1555 med Henry Stanley, 4:e earl av Derby. 
Hon var kusin till Lady Jane Grey, Lady Mary Grey och Lady Catherine Grey, och var därmed nummer sju i tronföljden efter sina kusiner enligt Henrik VIII:s testamente från 1546. Efter Mary Greys död 1578 blev hon nummer ett i tronföljden direkt efter drottning Elisabet I av England enligt denna successionsordning. Det var dock inte den enda tronföljdsordningen: Maria Stuart var enligt traditionell tronföljd Elisabets tronarvinge, men hon hade uteslutits i Henrik VIII:s testamente och Elisabet undvek frågan om vilken tronföljd som skulle gälla.
År 1579 greps Margaret anklagad för att ha anlitat en svartkonstnär för att förutsäga drottningens död och stämpla mot Elisabets liv. Svartkonstnären William Randall avrättades, medan Margaret undvek formellt åtal och placerades i husarrest. Hennes tronanspråk gick vidare till hennes sondotter Anne Stanley, men vid Elisabets död 1603 efterträddes hon istället av den som enligt traditionell tronföljdsordning stod närmast i tur, det vill säga Maria Stuarts son.